# 小行星19916
小行星19916（19916 Donbass）是一颗绕太阳运转的小行星，为主小行星带小行星。该小行星于1976年8月26日发现。

## 轨道参数
小行星19916的轨道半长轴为2.2320831 UA，离心率为0.183。